# Baco (Chiriquí)
Baco es un corregimiento del distrito de Barú en la provincia de Chiriquí, República de Panamá. La localidad tiene 7.334 habitantes (2010).

## Historia
El corregimiento es una región altamente productiva que concentra la mayor parte de productores de plátano y palma aceitera del país quienes abastecen a la extractora de aceite EBASA.
La mayoría de los plataneros han sufrido muchos desastres productos de las inundaciones y los devenires, pero a pesar de todo se mantiene como una región productiva.
Cuenta con variados paisajes y en sus cercanías está el río Chiriqui Viejo.
Algunas comunidades son La Esperanza, Baco, San Valentín, San Pedro, Santa Rosa de Lima, Majagual, Los Tecales, Berbá y Corotú.